# Dirk Scalongne
Dirk Scalongne (født 12. december 1879 i Amsterdam, død 1. april 1973 i Amstelveen) var en nederlandsk fægter, som deltog i de olympiske lege 1912 i Stockholm.
Scalongne begyndte at fægte, da han var udstationeret i Hollandsk Ostindien. Han fægtede udelukkende med sabel, og han var første gang med til internationale konkurrencer i 1909. Efter første verdenskrig dyrkede han ikke længere sin sport.
Scalongne vandt en bronzemedalje med det nederlandske hold, som kom på en tredjeplads i holdkonkurrencen i sabel ved OL 1912. Holland kvalificerede sig med en andenplads i indledende runde og en andenplads i semifinalen til finalen. Her blev det til klare nederlag til Ungarn (13-3) og Østrig (9-3), mens det med en kneben sejr over Bøhmen (8-8, færrest modtagne træffere) lykkedes at vinde bronzemedaljen.
Scalongne var officer i Koninklijke Marine og gjorde især tjeneste i ubåde. Han var således en af de første kaptajner på den første hollandske ubåd, O1, i 1907. Han endte som leder af Onderzeedienst (ubådstjenesten) og som kontreadmiral, inden han blev pensioneret i 1934.